# Cholidya intermedia
Cholidya intermedia är en kräftdjursart som beskrevs av Bresciani 1970. Cholidya intermedia ingår i släktet Cholidya och familjen Tisbidae. Inga underarter finns listade i Catalogue of Life.